# Frenetic random activity periods
Frenetic random activity periods (FRAPs), též hovorově známé jako „zoomies“ či „the midnight crazies“, jsou náhodné výbuchy energie vyskytující se u psů a koček, během kterých zběsile běhají a hravě dovádějí. Obvykle netrvají více než pár minut. Toto chování je časté a zpravidla neznamená, že je se zvířetem něco v nepořádku. Objevuje se především u mladších jedinců. 
Jednou z možných příčin, proč k nim u koček dochází, může být nahromaděná přebytečná energie, kterou se snaží vybít a zároveň si tím trénují své lovecké dovednosti. Neboť kočky většinu dne spí, k aktivitě dochází většinou v noci, nebo poté, co kočka navštíví svou kočičí toaletu.